# Список Героев Советского Союза (Азербайджан)
Список Героев Советского Союза Азербайджана включает в себя Героев Советского Союза, которые родились или жили в Азербайджанской ССР (в том числе прибывших на жительство после Великой Отечественной войны).

## Дважды Герои Советского Союза
- Асланов, Ази Агадович[К 1][К 2][1]
- Баграмян, Иван Христофорович[К 1][К 3][2]
- Колдунов, Александр Иванович[К 4]
- Леонов, Виктор Николаевич[К 4]
- Плиев, Исса Александрович[К 4]
- Степанян, Нельсон Георгиевич[К 1][К 3][3]
- Хрюкин, Тимофей Тимофеевич[К 4]
- Шабалин, Александр Осипович[К 4]

- Памятники Героям
- Надгробный памятник А. А. Асланову в Баку
- Памятник И. Х. Баграмяну в Ереване
- Памятник Н. Г. Степаняну в Шуше

## А
- Абдуллаев, Самед Гамид оглы[К 1][К 2][4]
- Абдуллаев, Мамиш Шахбаз оглы[К 1][К 2][5]
- Абрамов, Владимир Фёдорович[К 4][6]
- Авакян, Грант Арсенович[К 1][К 3][7]
- Авакян, Газарос Аветисович[К 1][К 3][8]
- Автандилян, Темик Аванесович[К 1][К 3][9]
- Агафонов, Георгий Матвеевич[К 4]
- Айрапетян, Григорий Михайлович[К 1][К 3][10]
- Айриев, Армен Теванович[К 1][К 3]
- Акперов, Газанфар Кулам оглы[К 1][К 2][11]
- Алекперов, Микаил Мамед оглы[К 1][К 2][12]
- Алиев, Шамсулла Фейзулла оглы[К 4][К 2][13]
- Алиев, Мастан Астан оглы[К 1][К 2][14]
- Аллахвердиев, Мусеиб Абдулла оглы[К 1][К 2][15]
- Асадов, Герай Лятиф оглы[К 1][К 2][16]
- Ахмедов, Джамиль Мамед оглы[К 1][К 2][17]
- Аянян, Эдуард Меликович[К 1][К 3][18]

- Память о Героях
- Мемориальный комплекс «Героям Эльтигенского десанта» в Керчи с именем С. Г. Абдуллаева
- Могила Г. М. Агафонова в Баку
- Обелиск Славы в Керчи с именем Ш. Ф. Алиева
- Могила Э. М. Аяняна в Москве

## Б
- Бабаджанян, Амазасп Хачатурович[К 1][К 3]
- Бабак, Олег Яковлевич[К 4]
- Багиров, Мусеиб Багир оглы[К 1][К 2]
- Багиров, Рубен Христофорович[К 1][К 3]
- Багян, Григорий Карапетович[К 1][К 3]
- Балаян, Гарегин Шегиевич[К 1][К 3]
- Баландин, Владимир Александрович[К 1]
- Бобрук, Сергей Антонович[К 4]
- Бувин, Борис Петрович[К 4]
- Буниятов, Зия Муса оглы[К 1][К 2]

- Память о Героях
- Памятник А. Х. Бабаджаняну в Ереване
- Могила М. Б. Багирова в Баку
- Надгробный памятник З. М. Буниятову в Баку

## В
- Везиров, Аслан Фархад оглы[К 1][К 2]
- Велиев, Мирза Довлет оглы[К 1][К 2]
- Вердиев, Аваз Гашим оглы[К 1][К 2]
- Вершинин, Константин Андреевич[К 4]
- Ветошников, Георгий Александрович[К 5]

- Память о Героях
- Надгробный памятник А. Ф. Везирову в Баку
- Мемориальная доска А. Г. Вердиева в Бюльбюля
- Могила Г. А. Ветошникова в Баку

## Г
- Гуляев, Иван Иванович[К 4]
- Гуманенко, Владимир Поликарпович[К 4]
- Гусейн-заде, Мехти Ганифа оглы[К 1][К 2]
- Гусейнов, Габибулла Эйнулла оглы[К 1][К 2]

- Памятники Героям
- Памятник М. Г. Гусейн-заде в Баку
- Памятник М. Г. Гусейн-заде в г. Нова-Горица
- Памятник Г. Э. Гусейнову в Баку

## Д
- Дадашев, Магеррам Акпер оглы[К 1][К 2]
- Данильянц, Еремей Иванович[К 1][К 3]
- Демченко, Георгий Александрович[К 1]
- Джабиев, Мирза Агамурад оглы[К 1][К 2]
- Джафаров, Агаширин Агамамед оглы[К 1][К 2]
- Добкевич, Александр Антонович[К 4]

- Память о Героях
- Памятная табличка в Калиниграде с именем М. А. Джабиева
- Могила А. А. Добкевича в Баку

## Е
- Егоров, Иван Клавдиевич[К 4]
- Еналиев, Борис Мусеевич[К 4]

- Память о Героях
- Могила И. М. Егорова в Баку
- Могила Б. М. Еналиева в Баку

## Ж
- Жильцов, Лев Михайлович[К 4]

## З
- Захарян, Вагинак Семёнович[К 1][К 3]
- Зорге, Рихард[К 1]

- Память о Героях
- Памятник Р. Зорге в Баку
- Могила Р. Зорге в Токио

## И
- Иванов, Роман Гаврилович[К 5]
- Игнатов, Николай Константинович (подводник)[К 4]
- Илясов, Иван Васильевич[К 1]
- Ионосьян, Владимир Абрамович[К 1][К 3]
- Исаков, Иван Степанович[К 1][К 3]

- Память о Героях
- Могила Р. Г. Иванова в Баку

## К
- Каверин, Илья Ананьевич[К 1]
- Казарян, Андраник Абрамович[К 1][К 3]
- Калиниченко, Григорий Мартынович[К 4]
- Калустов, Григорий Шаумович[К 1][К 3]
- Каспаров, Ашот Джумшудович[К 1][К 3]
- Каспарян, Сурен Акопович[К 1][К 3]
- Кильдяков, Михаил Андреевич[К 4]
- Климов, Павел Дмитриевич[К 1]
- Константинов, Анатолий Устинович[К 4]
- Константинов, Гаруш Сергеевич[К 4]
- Кочелаевский, Юрий Петрович[К 1]
- Кулиев, Аббас Шахбаз оглы[К 1][К 2]
- Кулиев, Мехти Надир оглы[К 1][К 2]
- Кулиев, Адиль Гусейн оглы[К 1][К 2]
- Кутурга, Иван Васильевич[К 4]
- Кязимов, Салахаддин Иса оглы[К 1][К 2]

- Память о Героях
- Могила М. Н. Кулиева в Баку
- Надгробный памятник С. И. Кязимову в Баку

## Л
- Левин, Семён Самуилович[К 1]
- Лозов, Василий Савельевич[К 4]
- Лоханов, Алексей Александрович[К 4]
- Лучинский, Александр Александрович[К 4]

- Память о Героях
- Могила С. С. Левина в Баку
- Могила А. А. Лоханова в Баку

## М
- Магеррамов, Мелик Мелик оглы[К 1][К 2]
- Магеррамов, Мамед Али оглы[К 1][К 2]
- Мамедов, Исрафил Магерам оглы[К 1][К 2]
- Мамедов, Халил Мамед оглы[К 1][К 2]
- Мамедов, Мамед Джабраил оглы[К 1][К 2]
- Мамедов, Кафур Насир оглы[К 1][К 2]
- Мамедов, Ами Ага оглы[К 1][К 2]
- Манагаров, Иван Мефодьевич[К 4]
- Манасян, Исак Маркосович[К 1][К 3]
- Маневич, Лев Ефимович[К 4]
- Манукян, Андраник Александрович[К 4][К 3]
- Марков, Анатолий Сергеевич[К 4]
- Мартиросян, Саркис Согомонович[К 1][К 3]
- Меликян, Хачатур Беглярович[К 1][К 3]
- Мирзоев, Бахаддин Шахвелед оглы[К 1][К 2]
- Миронов, Валентин Акимович[К 4]
- Мкртумов, Самсон Мовсесович[К 4][К 3]
- Мусаев, Мардан Мамед оглы[К 1][К 2]
- Мустафаев, Хыдыр Гасан оглы[К 4][К 2]

- Память о Героях
- Надгробный памятник И. М. Мамедову в Гяндже
- Надгробный памятник Х. М. Мамедову в Баку
- Памятник К. Н. Мамедову в Баку
- Могила Л. Е. Маневича в Линце
- Мемориальная доска С. С. Мартиросяна в Ереване
- Могила Х. Б. Меликяна в Обояни
- Могила В. А. Миронова в Баку
- Могила Х. Г. Мустафаева в Баку

## Н
- Назаров, Константин Александрович[К 4][К 3]
- Носов, Александр Михайлович[К 4]

## О
- Оганесов, Вазген Михайлович[К 4][К 3]
- Остапенко, Иван Григорьевич[К 4]

## П
- Парсегов, Михаил Артемьевич[К 1][К 3]
- Петрухин, Николай Дмитриевич[К 1]
- Петросян, Сурен Григорьевич[К 1][К 3]
- Пириев, Алиф Турхан оглы[К 1][К 2]
- Поляков, Василий Васильевич (военный)[К 4]
- Попов, Николай Фёдорович[К 4]
- Провалов, Константин Иванович[К 4]

- Память о Героях
- Надгробный памятник М. А. Парсегову в Санкт-Петербурге

## Р
- Райкунов, Александр Васильевич[К 4]
- Рафиев, Наджафгулу Раджабали оглы[К 1][К 2]
- Решетов Сергей Никитович[К 4]

- Могила Н. Р. Рафиева в Баку

## С
- Садыхов, Юсиф Мадат оглы[К 1][К 2]
- Саркисов, Армаис Асатурович[К 1][К 3]
- Сафаров, Фариз Меджид оглы[К 1][К 2]
- Сафаров, Арам Аввакумович[К 1][К 3]
- Сафонов, Илья Моисеевич[К 4]
- Соколов, Михаил Андрианович[К 4]
- Стацюк, Николай Арсентьевич[К 4]
- Сулейманов, Идрис Гасан оглы[К 1][К 2]
- Сухов, Николай Дмитриевич[К 4]

- Память о Героях
- Могила Ф. М. Сафарова в Баку
- Могила И. М. Сафонова в Баку

## Т
- Тер-Оганов, Арсен Арамович[К 1][К 3]
- Тихомолов, Борис Ермилович[К 1]
- Третьяк, Иван Моисеевич[К 4]

## Ф
- Федоренко, Степан Алексеевич[К 4]
- Фролов, Михаил Фёдорович[К 1]

- Память о Героях
- Могила М. Ф. Фролова в Баку
- Могила С. А. Федоренко в Баку

## Х
- Хакимов, Михаил Кобирович[К 4]
- Харламов, Георгий Николаевич[К 4]

## Ц
- Цыганов, Евгений Терентьевич[К 1]

## Ч
- Челядинов, Дмитрий Алексеевич[К 4]
- Черножуков, Александр Викторович[К 1]

## Ш
- Шаумян, Иван Константинович[К 1][К 3]
- Шахнович, Моисей Давидович[К 4]
- Швачко Яков Яковлевич[К 4]
- Шевелёв, Николай Семёнович[К 4]
- Шевердяев, Николай Петрович[К 1]
- Шляхтуров, Пётр Петрович[К 4]
- Шукюров, Ширин Агабала оглы[К 1][К 2]

- Память о Героях
- Могила П. П. Шляхтурова в Сабунчи

## Щ
- Щеглов, Афанасий Фёдорович[К 4]

## Я
- Яврумов, Владимир Акопович[К 1][К 3]